# Orgellandschaft Westpreußen
Die Orgellandschaft Westpreußen umfasst Orgeln und Orgelbauer in der historischen Provinz Westpreußen vom 14. bis zum 20. Jahrhundert.

## Territorium und politische Zugehörigkeiten
Die Provinz Westpreußen umfasste die Gebiete Pommerellen, Pomesanien, Kulmerland und nördliche Teile Großpolens. Diese gehörten die meiste Zeit zum polnischen Staat. Im 13. und 14. Jahrhundert eroberte sie der Deutsche Orden. Seit 1453/66 kamen sie wieder unter die Oberhoheit des Königreichs Polen als Preußen königlichen Anteils mit einer gewissen Teilautonomie. Die Bürgerschaft in Danzig, Thorn, Elbing und weiteren Städten war meist deutsch, in den Dörfern gab es viele polnische Bewohner.
1773 wurde die Provinz Westpreußen im Königreich Preußen nach der Ersten Polnischen Teilung gebildet, seit 1871 gehörte sie zum Deutschen Kaiserreich.
1919 kam der größte Teil des Giebietes zum neuen polnischen Staat. Die Freie Stadt Danzig war formal selbstständig, hatte aber gute Verbindungen zum polnischen Umland. Ein kleines Gebiet um Elbing und Marienwerder kam als Regierungsbezirk Westpreußen zur deutschen Provinz Ostpreußen. Seit 1939 gehörte das gesamte Territorium zum Deutschen Reich.
Seit 1945 ist das Gebiet polnisch, seit 1998 in den Woiwodschaften Pommern (Pommerellen) und Kujawien-Pommern (Kujawien-Pommerellen), Elbląg (Elbing) und Umgebung zur Woiwodschaft Ermland-Masuren.

## Geschichte
Die älteste Orgel in dem Gebiet ist in Thorn von 1342/50 bekannt, weitere danach in Marienburg, Marienwerder, Elbing und Danzig. Im 15. Jahrhundert gab es in Danzig und Elbing in den Hauptkirchen bereits jeweils zwei Orgeln.
Im 16. Jahrhundert wirkten Hans Hauck in Konitz und Julius Anthoni (Friese) in Danzig. Im 17. Jahrhundert war dessen Sohn Merten Friese in Danzig tätig, Johann Hellwig in Thorn, Johann Werner in Elbing, Georg Nitrowski in Danzig und Matthäus Brandtner in Thorn. Der bedeutendste Orgelbauer des 18. Jahrhunderts war Andreas Hildebrandt in Danzig. Dessen Nachfolger wurde Friedrich Rudolf Dalitz. Daneben war Johann Friedrich Rhode in Danzig tätig. Johann Wilhelm Wulff baute in Oliva von 1761 bis 1788 die größte Orgel seiner Zeit, die dann von Dalitz beendet wurde.
Im 19. Jahrhundert war die Familie Schuricht in Danzig tätig. August Terletzki eröffnete mit seinem Bruder Max eine Werkstatt in Elbing. Wilhelm Sauer aus Frankfurt/Oder baute von seiner Königsberger Filiale über 50 Orgeln in Westpreußen von 1860 bis 1910. 1891 übernahm Gerhard Wittek die Terletzki-Werkstatt und baute als erster pneumatische Orgeln in Westpreußen. In Danzig folgte Otto Heinrichsdorf den Schurichts. 1908 eröffnete Paul Voelkner, der aus Pommern kam, seine Firma in Bromberg.
1920 gründete Joseph Goebel eine Werkstatt in der Freien Stadt Danzig, in Elbing, das deutsch geblieben war, folgte 1927 Gerhard Wittek seinem Vater. In den polnischen Gebieten waren nun vor allem polnische Orgelbauer wie Dominik Biernacki tätig. 1945 wurden viele Orgeln, besonders in den größeren Städten beschädigt oder zerstört.

## Orgeln
Die bedeutendste erhaltene historische Orgel befindet sich in Oliva, in Teilen erhalten, mit dem größten Barockprospekt überhaupt. Eine Brandtner-Orgel in Toruń (Thorn), eine Hildebrandt-Orgel in Pruszcz (Praust) und einige kleinere Barockorgeln sind erhalten. Dazu gibt es Renaissanceprospekte in Toruń und in Danzig, einige Barockprospekte und weitere historische Orgeln des 19. und 20. Jahrhunderts. Angegeben ist der Stand 1944, später zerstörte Orgeln sind kursiv gesetzt, folgende Neubauten sind bei Bemerkungen genannt.
| Ort                      | Gebäude               | Bild | Jahr                | Erbauer                                                                                            | Manuale | Register | Bemerkungen |
| ------------------------ | --------------------- | ---- | ------------------- | -------------------------------------------------------------------------------------------------- | ------- | -------- | --- |
| Gdańsk (Danzig)          | St. Johannes          |      | 1629                | Merten Friese                                                                                      | III/P   | 46       | 1943 ausgelagert, Prospekt in St. Marien wieder aufgebaut |
| Gdańsk (Danzig)          | St. Marien            |      | 1891                | August Terletzki                                                                                   | IV/P    | 88       | 1935 erweitert von Goebel auf IV/P, 88, 1938 elektrische Verbindung mit Chororgel auf 120 Register, eine der größten Orgeln im Ostseeraum, 1945 zerstört, 1972-1985 Rekonstruktion der Friese-Orgel aus St. Johannes historischen Prospekt durch Gebrüder Hillebrand → Orgel |
| Gdańsk (Danzig)          | St. Trinitatis        |      | 1914                | Otto Heinrichsdorff                                                                                | III/P   | 58       | Prospekt von Merten Friese von 1621 und Tobias Lehmann von 1703 erhalten, 2018 Rekonstruktion der historischen Barockorgel durch Wegscheider (III/P, 45) |
| Oliwa (Oliva)            | Kathedrale            |      | 1763–2010           | Johann Wilhelm Wulff, Friedrich Rudolf Dalitz, Friedrich Wilhelm Kaltschmidt, Joseph Goebel, u. a. | IV/P    | 87       | ursprünglich größte Orgel ihrer Zeit, mehrmals umgebaut und erweitert, Barockprospekt und Teile der historischen Orgel erhalten → Orgel |
| Pelplin                  | Kathedrale            |      | 1844–1845           | Carl August Buchholz                                                                               | III/P   | 72?      | Hauptorgel, 1908 Umbau durch Bruno Goebel, 1998 Umbau und Restaurierung durch Marek Cepka, jetzt III/P, 73 → Orgel |
| Pelplin                  | Kathedrale            |      | 1677–1679           | Johann Georg Wolff                                                                                 | III/P   | 42       | Seitenorgel, Prospekt erhalten, 2003 Rekonstruktion durch Zdesław Mollin → Orgel |
| Pruszcz Gdański (Praust) | Heilig Kreuz          |      | 1728                | Andreas Hildebrandt                                                                                | I/P     | 21       | erhalten |
| Runowo Krajeńskie        | Dreifaltigkeitskirche |      | 1. Hälfte 17. Jhd.? | ?                                                                                                  | I       | 7 (8)    | Positiv, erhalten |
| Toruń (Thorn)            | St. Jakob             |      | 1882                | Wilhelm Sauer                                                                                      | II/P    | 25       | Prospekt von 1565/1611 u. a. von Matthäus Brandtner; nach 1925 pneumatischer Umbau durch Wybrański |
| Toruń (Thorn)            | St. Johannes          |      | 1688                | Johann Hellwig                                                                                     | I/P     | 15       | Seitenorgel, der Prospekt, einige Pfeifen und weitere Teile der Orgel erhalten, 1945 teilweise zerstört, 1980er Jahre Restaurierung |
| Toruń (Thorn)            | St. Marien            |      | 1925                | Dominik Biernacki                                                                                  | II/P    | 30       | Renaissanceprospekt von 1609 von Matthäus Brandtner erhalten, 1976 elektropneumatische Traktur und neuer Spieltisch durch Cepka, 2004 Restaurierung durch Cepka |